# Art Bisch
Arthur James "Art" Bisch est un pilote automobile américain né le 10 novembre 1926 à Mesa (Arizona) et décédé le 4 juillet 1958 à Atlanta (Géorgie) peu après un accident lors des 100 miles d'Atlanta sur le Lakewood Speedway.

## Carrière
Bisch commence sa carrière nationale dans le championnat de Champ Car en 1956. 
En 1957 il réalise une belle saison avec une troisième place au Langhorne Speedway.
Il tente pour la première fois sa chance aux 500 miles d'Indianapolis en 1958, en se qualifiant 28e au volant de sa Kuzma Indy Roadster-Offenhauser pour le compte de Helse-H.H. Johnson, non sans avoir tenté une première qualification sur une Kurtis Kraft 500C-Offenhauser d'Ansted Rotary. En course, il sera impliqué dans le carambolage ayant coûté le vie à Pat O'Connor et sera classé 33e.
Peu après il remportera la course à Milwaukee.
Au mois de juillet, il participe aux 100 miles d'Atlanta lorsque sa voiture percute le rail de sécurité et réalise plusieurs tonneaux. Il mourra quelques jours plus tard de ses blessures à 31 ans.